# Argyresthia huguenini
Argyresthia huguenini is een vlinder uit de familie van de pedaalmotten (Argyresthiidae). De wetenschappelijke naam van de soort werd in 1882 gepubliceerd door Frey.